# Fernando Dente

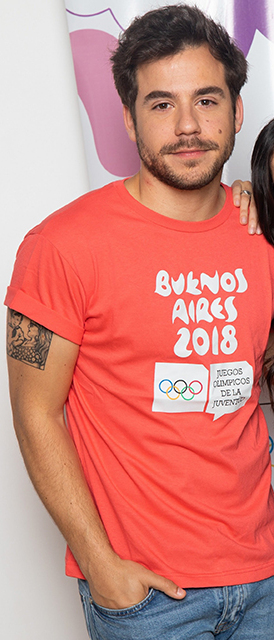
Fernando Dente (2018)

Fernando Dente (* 7. Januar 1990 in Buenos Aires, auch Fer Dente) ist ein argentinischer Moderator, Sänger und Schauspieler. International bekannt wurde er durch seine Víctor Gutiérrez in der Disney-Serie BIA.

## Leben

### Karriere
Dente kam als Sohn von Ada Rizzutti zur Welt. Schon im Kindesalter fand er Interesse an der Schauspielerei. Im Alter von zwölf Jahren debütierte Dente in der Rolle Mono Monigote im Stück El sueño del payaso Maravilla. Ab 2004 nahm er Schauspielunterricht bei Hugo Midón, 2006 wechselte er zu Nora Moseinco. 2007 nahm er an der Realityshow High School Musical: la selección teil, aus der er als einer der Gewinner hervorging. Als Gewinner spielte er im argentinischen Spielfilm High School Musical: El desafío die männliche Hauptrolle Fer, die auf Troy Bolton, männlicher Hauptcharakter der High-School-Musical-Reihe basiert. Der Film kam 2008 in die Kinos. Im selben Jahr war er Teil des Cast des Musicals Hairspray, unter der Regie von Carlos Olivieri. Gemeinsam mit seinem Bruder Tomás nahm Dente von 2008 bis 2009 an der Fernsehsendung Hoy puede ser teil, die auf Canal 13 ausgestrahlt wurde. In dieser Zeit war er zudem als ein Moderator der Sendung Los 15 mejores, die ebenfalls auf Canal 13 ausgestrahlt wurde, zu sehen. Ein weiteres Engagement beim Sender erhielt er, als er in der 2009 gestarteten Telenovela Enseñame a vivir die Rolle Miguel Ángel „Macu“ verkörperte.
Zwischen 2009 und 2013 folgten weitere Theater- und Musicalrollen. So war er in Casi Normales, La novicia rebelde, Sweeney Todd, Tango Feroz und weiteren Produktionen zu sehen. Weitere Fernsehproduktionen, in denen er mitwirkte, waren im Jahr 2011 die Serie Tiempo de pensar sowie ein Jahr später die Miniserie Historia Clínica. Seine zweite Rolle in einem Kinofilm erhielt Dente 2013, als er in Nueva vida mitwirkte. In der 2014 ausgestrahlten, zweiten Staffel der Talentshow Tu cara me suena, in Deutschland unter Sing wie dein Star, als Adaption des britischen Originals bekannt, erreichte Dente den zweiten Platz. Im selben Jahr hatte er eine Nebenrolle in der Disney-Telenovela Violetta inne. Dort war er in der dritten Staffel als Martin Rosetti zu sehen. Auch als Regisseur tritt Dente in Erscheinung, so u. a. 2014 bei der Produktion Criatura emocional. Zwei Mal nahm Dente an der Tanzshow Bailando por un Sueño teil. Sowohl bei seiner Teilnahme im Jahr 2015, als auch 2019 kam er unter die besten fünf Teilnehmer. Ebenfalls 2015 war er im Spielfilmdrama Abzurdah als Lucas und erneut im Stück Casi Normales zu sehen.
Im Folgejahr verkörperte Dente die Rolle des Franco im Fernsehfilm Al Borde. Es folgten u. a. mit Aladdin, Peter Pan oder Stravaganza: Sin Reglas para el Amor weitere Theater- und Musicalproduktionen. In der Disney-Telenovela BIA verkörperte er ab 2019 die Rolle Víctor Gutiérrez, die er in beiden Staffeln der Serie und in der Spezialepisode Bia: Un mundo al revés spielte. Sowohl 2020 als auch 2022 war er in der Theaterproduktion Kinky Boots zu sehen. Auch an weiteren Produktionen wirkte Dente mit. 2022 konnte Dente die Sendung ¿Quién es la máscara?, die argentinische Adaption von King of Mask Singer gewinnen. Im gleichen Jahr war Dente mit Luces Azules in einem weiteren Kinofilm zu sehen. Seit dem 20. März 2023 moderiert Dente seine eigene Talkshow. Noche al Dente wird auf América TV ausgestrahlt. Auch bei der Produktion von Heathers übernahm Dente 2023 erneut die Funktion des Regisseurs.

### Privates
2009 erfuhr Dente kurz vor ihrem Tod von seiner Mutter, dass nicht José Dente, sondern Fernando Onetto, ein ehemaliger Priester, sein leiblicher Vater ist. Dente, der drei ältere Brüder namens Lucas, Tomás und Guido hat, outete sich im November 2018 als schwul. Zu Beginn des Jahres 2020 datete er den Schauspieler Nico Di Pace, mit dem er im Juni 2020 eine feste Beziehung einging. Im August 2023 wurde das Ende der Beziehung publik. Zu einer Leidenschaft Dentes zählt das Reiten.

## Filmografie

### Schauspieler

#### Film und Fernsehen
- 2007: High School Musical: la selección (als Kandidat)
- 2008: High School Musical: El desafío
- 2008–2009: Hoy puede ser
- 2009: Enseñame a vivir
- 2011: Tiempo de pensar
- 2012: Historia Clinica
- 2013: Nueva vida
- 2014: Tu cara me suena (als Kandidat)
- 2015: Abzurdah
- 2015: Bailando por un sueño (als Kandidat)
- 2016: Al borde
- 2018: Nunca es tarde[8]
- 2019: Bailando por un sueño (als Kandidat)
- 2019–2020: BIA
- 2021: Bia: Un mundo al revés
- 2022: Luces Azules
- 2022: ¿Quién es la máscara? (als Kandidat)
- 2023: Musical: Ab ins Rampenlicht!

#### Theater
- 2002: El sueño del payaso Maravilla
- 2008: Hairspray
- 2009: Musicool[3]
- 2010: Despertar de primavera[3]
- 2010: Sweeney Todd
- 2011: La novicia rebelde[3]
- 2012: Casi Normales
- 2013: Tango Feroz
- 2015: Casi Normales
- 2016–2017: Peter Pan
- 2017: Stravaganza: Sin Reglas para el Amor
- 2018: Casi Normales
- 2018–2019: Aladdin
- 2020: Kinky Boots
- 2021: La fiesta de los chicos[3]
- 2022: Kinky Boots
- 2022: Regreso Patagonia[3]
- 2023: Fuerza Bruta „Aven“[3]

### Moderator
- 2008: Los 15 mejores
- 2023–: Noche al Dente

### Regisseur
- unbekannt: Entre Miserables y Fantasmas, el primer concierto de Gerónimo Rauch[3]
- 2014: Criatura emocional
- 2023: Heathers

## Auszeichnungen und Nominierungen
| Jahr | Auszeichnung                   | Kategorie                                                            | Für                                  | Resultat  |
| ---- | ------------------------------ | -------------------------------------------------------------------- | ------------------------------------ | --------- |
| 2008 | Premios ACE                    | Bester Newcomer                                                      | Hairspray                            | Nominiert |
| 2008 | Premios Clarín                 | Männliche Darbietung im Theater                                      | Hairspray                            | Gewonnen  |
| 2010 | Premios ACE                    | Musicaldarsteller                                                    | Despertar de primavera               | Nominiert |
| 2010 | Premios Hugo al Teatro Musical | Bester Schauspieler in einem Musical-Off                             | Musicool                             | Nominiert |
| 2010 | Premios Hugo al Teatro Musical | Bester Hauptdarsteller in einem Musical                              | Despertar de primavera               | Gewonnen  |
| 2011 | Premio Florencio Sánchez       | Auftritt im Musical                                                  | Despertar de primavera               | Nominiert |
| 2011 | Premios ACE                    | Männlicher Auftritt im Musical, Varieté und/oder Café-Konzert        | Musicool                             | Nominiert |
| 2012 | Premios Hugo al Teatro Musical | Beste männliche Nebenrolle                                           | Casi Normales                        | Nominiert |
| 2013 | Premio Florencio Sánchez       | Auftritt im Musical                                                  | Casi Normales                        | Nominiert |
| 2013 | Premios Hugo al Teatro Musical | Männlicher Synchronsprecher im Kinder- und Jugendbereich             | Tanguito mío                         | Nominiert |
| 2014 | Premio Florencio Sánchez       | Bester Musicaldarsteller                                             | Tango feroz                          | Nominiert |
| 2015 | Kids’ Choice Awards Argentina  | Lieblingsschauspieler                                                | –                                    | Nominiert |
| 2016 | Premios VOS                    | Bester Sänger                                                        | Stravaganza: Sin Reglas para el Amor | Nominiert |
| 2016 | Premios Carlos                 | Männliche Darbietung                                                 | Stravaganza: Sin Reglas para el Amor | Nominiert |
| 2016 | Premios Carlos                 | Bester Sänger einer Show                                             | Stravaganza: Sin Reglas para el Amor | Nominiert |
| 2018 | Premios Hugo al Teatro Musical | Bester männlicher Darsteller in einem Kinder- und/oder Jugendmusical | Aladdin                              | Nominiert |
| 2020 | Premios Hugo al Teatro Musical | Beste männliche Hauptrolle                                           | Kinky Boots                          | Gewonnen  |
| 2021 | Premios Konex                  | Bester männlicher Musicaldarsteller                                  | den Zeitraum 2011–2020               | Gewonnen  |